# Peter Strobl (Basketballspieler)

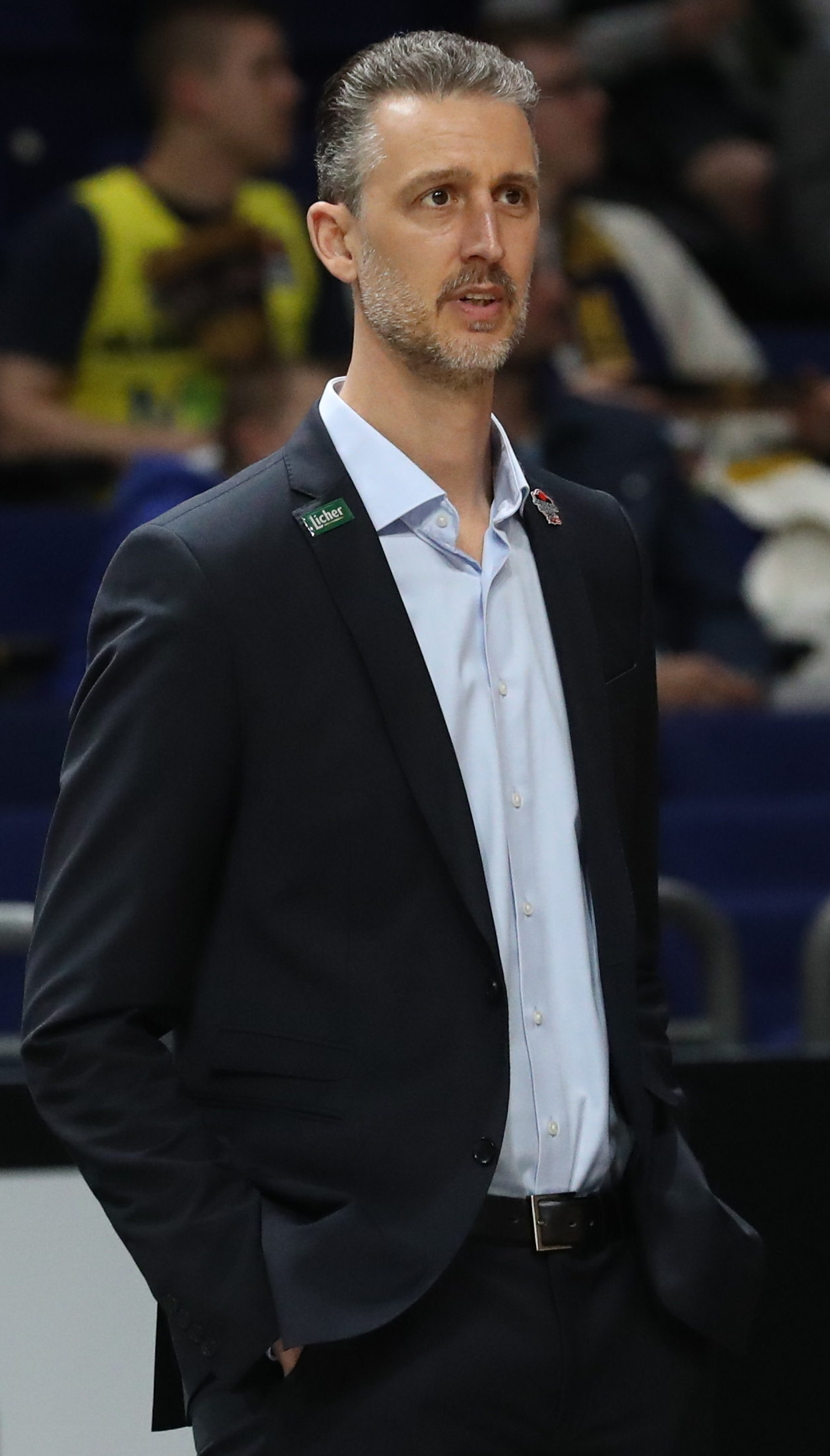
Pete Strobl (2022)

Peter Franz Joseph „Pete“ Strobl (* 30. November 1977 in Long Beach) ist ein ehemaliger US-amerikanisch/österreichischer Basketballspieler und jetziger -trainer. Der 2,06 Meter große Flügelspieler spielte als Profi unter anderem für St. Pölten und Mattersburg in der Bundesliga sowie in der Schweiz und Deutschland.

## Laufbahn

### Spieler
Über die Stationen Eastern Oklahoma State College und Citrus College kam Strobl 1997 an die Niagara University und gehörte bis 2000 zur dortigen Basketball-Hochschulmannschaft. In drei Jahren bestritt der gebürtige Kalifornier 66 Partien für Niagara und erzielte im Durchschnitt 2,3 Punkte sowie zwei Rebounds je Begegnung.
Strobls erster Halt als Basketball-Berufsspieler war im Spieljahr 2000/01 der französische Zweitligist Roanne, 2001 wechselte er zu UKJ St. Pölten in die österreichische Bundesliga. 2005 wurde er ins Aufgebot der österreichischen Nationalmannschaft berufen.
In der ersten Saisonhälfte 2005/06 spielte Strobl für den deutschen Zweitligaverein TV Lich und wechselte zu Jahresbeginn 2006 nach Österreich zurück, wo er sich dem Bundesligisten VIVA 49ers Mattersburg anschloss. Dort stand Strobl bis zum Ende der Spielzeit 2006/07 unter Vertrag.
In der Saison 2007/08 stand er erst in Diensten des irischen Erstligisten Merry Monk Ballina (zeitweilig auch als Spielertrainer), wechselte innerhalb des Spieljahres zu Fjolnir nach Island, um am Ende der Saison abermals in Irland, diesmal für die Tralee Tigers, auf dem Feld zu stehen.
Zum Abschluss seiner Spielerkarriere stand Strobl in der ersten Hälfte der Saison 2008/09 bei MGS Grand-Saconnex Basket in der Schweizer Nationalliga A unter Vertrag.

### Trainer
2009 gründete Strobl in Pittsburgh den Basketball-Trainingsanbieter „The Scoring Factory“. Im Sommer 2016 wurde er als Assistenztrainer beim deutschen Bundesligisten Ratiopharm Ulm tätig. Er verließ Ulm nach dem Ende des Spieljahres 2018/19, um die Cheftrainerstelle beim Ligakonkurrenten Basketball Löwen Braunschweig anzutreten. Strobl verließ Braunschweig in der Sommerpause 2021 und wechselte zu einem anderen Bundesligisten, den Gießen 46ers. Mit Gießen stieg er in der Saison 2021/22 aus der Bundesliga ab, damit endete seine Amtszeit bei den Mittelhessen.
Strobl ging mit seiner Ehefrau Sheryl Strobl, einer ehemaligen Berufsbasketballspielerin, und den vier Kindern in die Vereinigten Staaten nach Pittsburgh zurück und nahm seine Arbeit als Betreiber eines Basketball-Trainingsanbieters wieder auf. Sein Sohn Peja Strobl schlug eine Laufbahn im Leistungsbasketball ein.